# Liga Nacional de Guatemala 1942/43
In 1942/43 werd het eerste profseizoen gespeeld van de Liga Nacional de Guatemala, de hoogste voetbalafdeling van Guatemala. Municipal werd kampioen.

## Eindstand
| Plaats | Club         | Wed. | W | G | V | Saldo | Ptn. |
| ------ | ------------ | ---- | - | - | - | ----- | ---- |
| 1.     | Municipal    | 12   | 8 | 1 | 3 | 47:17 | 17   |
| 2.     | Tip Nac      | 12   | 7 | 3 | 2 | 22:14 | 17   |
| 3.     | Guatemala FC | 12   | 7 | 3 | 2 | 25:21 | 17   |
| 4.     | Hospicio     | 12   | 5 | 2 | 5 | 26:32 | 12   |
| 5.     | IRCA         | 12   | 1 | 4 | 6 | 20:29 | 8    |
| 6.     | Hércules     | 12   | 3 | 1 | 8 | 20:40 | 7    |
| 7.     | Racing       | 12   | 1 | 2 | 8 | 19:26 | 6    |

|  | Kampioen |

### Kampioen
| Liga Nacional de Guatemala de 1942/43 |
| Guatemala                             |
| ------------------------------------- |
| MUNICIPAL Kampioen (1° titel)         |